# Micronycteris giovanniae
Micronycteris giovanniae é uma espécie de morcego da família Phyllostomidae que ocorrem no Equador.

## Taxonomia e etimologia
Foi descrito como uma nova espécie em 2007. O holótipo foi coletado em 2001.  Este holótipo representa o único indivíduo documentado desta espécie em 2016.  O epônimo do nome da espécie "giovanniae" faz referência a poetisa norte-americana Nikki Giovanni, "em reconhecimento à sua poesia e escritos". Com base na análise do gene do citocromo b, seu parente mais próximo é o morcego-orelhudo, M. matses.

## Descrição
É um membro de tamanho médio do gênero Micronycteris. O único indivíduo conhecido da espécie tinha um comprimento de antebraço de 37 millimetres (1,5 in) com 8,6 grams (0,30 oz) de massa. É um organismo diplóide com cariótipo 2n = 40 e número fundamental (FN) 68. Tem uma fórmula dentária de 2.1.2.3 2.1.3.3 para um total de 34 dentes. 

## Localização e habitat
O único espécime conhecido foi documentado na província de Esmeraldas, no Equador. Foi encontrado em uma floresta secundária em processo de desmatamento. 